# Ловча (Жјар на Хрону)
Ловча (слч. Lovča) насељено је мјесто са административним статусом сеоске општине (слч. obec) у округу Жјар на Хрону, у Банскобистричком крају, Словачка Република.

## Становништво
| Година:    | 1994. | 2004.   | 2014.   | 2024.   |
| ---------- | ----- | ------- | ------- | ------- |
| Број људи: | 742   | 706     | 695     | 679     |
| Разлика:   |       | -4,85 % | -1,55 % | -2,30 % |

| Година:    | 2023. | 2024.   |
| ---------- | ----- | ------- |
| Број људи: | 683   | 679     |
| Разлика:   |       | -0,58 % |

Према подацима о броју становника из 2011. године насеље је имало 691 становника.